# Communauté de communes de Racan
Die Communauté de communes de Racan ist ein ehemaliger französischer Gemeindeverband mit der Rechtsform einer Communauté de communes im Département Indre-et-Loire in der Region Centre-Val de Loire. Sie wurde am 14. Dezember 2001 gegründet und umfasste zehn Gemeinden. Der Verwaltungssitz befand sich im Ort Neuvy-le-Roi.

## Historische Entwicklung
Mit Wirkung vom 1. Januar 2017 fusionierte der Gemeindeverband mit der Communauté de communes de Gâtine et Choisilles und bildete so die Nachfolgeorganisation Communauté de communes de Gâtine et Choisilles-Pays de Racan. Gleichzeitig schlossen sich die Gemeinden Louestault und Beaumont-la-Ronce (aus dem anderen Verband) zur Commune nouvelle Beaumont-Louestault zusammen.

## Ehemalige Mitgliedsgemeinden
1. Bueil-en-Touraine
2. Chemillé-sur-Dême
3. Épeigné-sur-Dême
4. Louestault
5. Marray
6. Neuvy-le-Roi
7. Saint-Aubin-le-Dépeint
8. Saint-Christophe-sur-le-Nais
9. Saint-Paterne-Racan
10. Villebourg